# Підльодовикове озеро

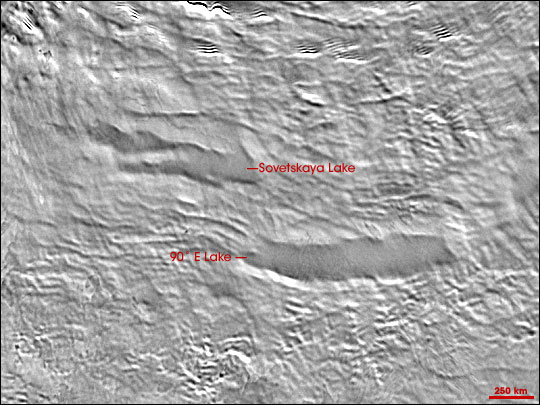
Супутникове зображення двох підльодовикових озер в Антарктиді

Підльодовикове озеро — озеро, розташоване під льодовиком, зазвичай, льодовиковою шапкою або льодовиковим щитом. Є багато таких озер, озеро Восток в Антарктиді — найвідоміше наразі.
Вода під льодом залишається в рідкому стані за рахунок геотермального тепла і тиску шару льоду, що робить температуру плавлення нижче нуля градусів.
Під антарктичним льодовиковим щитом на сьогодні знайдено, через використання радіолокаційних і супутникових зображень, понад 150 підльодовикових озер. Найбільше і найвідоміше з них, озеро Восток має 250 км завдовжки, 50 км завширшки та 1200 м завглибшки і розташовано на глибині 3700-4100 метрів під льодом. Має температуру близько −3 °С і під тиском близько 35 МПа. Вважається, що підльодовикові озера Антарктиди через мережу підльодовикових річок пов'язані між собою і через це балансує тиск води між ними.
В Ісландії є багато підльодовикових озер, пов'язаних із підльодовиковими вулканами, наприклад, підльодовикове озеро на вулкані Грімсвотн. Ці озера, проте, за рахунок вищої геотермальної енергії і вулканічної активності, часто не мають стабільної рівноваги, і через це регулярно або нерегулярно відбуваються руйнація льодовикової греблі, що призводить до катастрофічних повеней.
Підльодовикові озера Антарктиди унікальні передусім тим, що, можливо, перебували в ізоляції від земної поверхні сотні тисяч років. Природним ізолятором озер служив і служить чотирикілометровий крижаний щит над ним. Як вважають вчені, у водах озер можуть мешкати живі організми, бо в ньому є всі необхідні для життя фактори:
- Прісна вода, вміст кисню в якій приблизно в 50 разів вищий, ніж у звичайній прісній воді. Кисень у води озер доставляють верхні шари льоду, які поступово опускаються в глибини.
- Температура води дуже висока — не менше 10 °C на дні. Тепло озера отримують, швидше за все, від підземних геотермальних джерел. Температура на кордоні вода-лід становить −3,2 °C.
- Тиск води в озерах, згідно з розрахунками, понад 300 атмосфер (тиск створюється товщею льоду), але мікроорганізми могли пристосуватися до таких умов.

Мікроорганізми, пристосовані до життя в таких дивних умовах, ізольовані від земної біосфери (а значить і еволюційні процеси там протікали по-іншому), можуть мати унікальні властивості.
Наявні свідчення, що підльодовикові озера є на інших планетах Сонячної системи, наприклад, на супутнику Юпітера — Європі або супутнику Сатурна — Енцеладі і є ймовірним місцем існуванням позаземного життя.